# Miharu

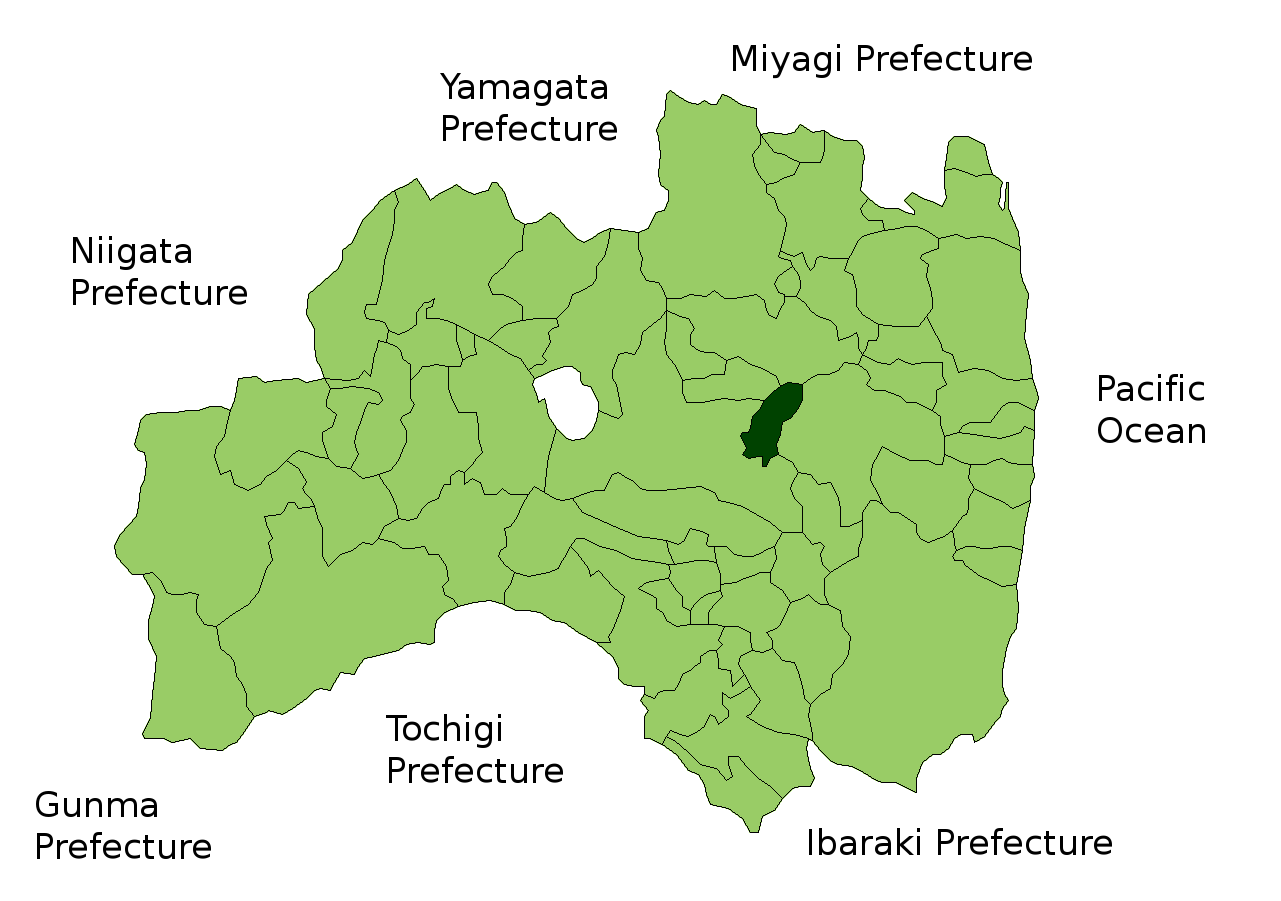
Poloha Miharu v prefektuře Fukušima

Miharu (japonsky: 三春町 [Miharu-mači]) je město v okrese Tamura (田村郡), prefektuře Fukušima v Japonsku.
V roce 2003 mělo město 19.454 obyvatel a hustotu 267,37 obyvatel na km². Celková rozloha města činí 72,76 km².

## Název města
„Miharu“ znamená v japonštině tři jara/výhonky. V různých částech Japonska kvetou švestky, broskve a třešňové stromy v různou dobu, ale v Miharu rozkvétají téměř současně. Miharu je domovem jednoho z pokladů — japonských třešňových stromů. Říká se mu Miharu Takizakura, neboli kaskádovitá třešeň v Miharu, je přes 1000 let stará a každým rokem na jaře se na ni jezdí podívat lidé z celého Japonska. Návštěvnost bývá kolem 300 000 lidí ročně. Snížení počtu návštěvníků o polovinu ovšem bylo po zemětřesení a cunami v Tóhoku v roce 2011 a v důsledku následné havárie elektrárny Fukušima I. V následujících letech se ovšem návštěvnost vrátila na původní úroveň.

## Partnerská města
- Rice Lake, Spojené státy americké
- Žamberk, Česko